# Rhescuporis II (Astaean)
Rhescuporis II, död 13 f. Kr., var regerande kung i Thrakien mellan 18 f. Kr. och 13 f. Kr.